# Kūkīyā
Kūkīyā (persiska: كوكيا, کوکیّا, Kūkīā) är en ort i Iran.   Den ligger i provinsen Västazarbaijan, i den nordvästra delen av landet, 600 km väster om huvudstaden Teheran. Kūkīyā ligger 1 324 meter över havet och antalet invånare är 659.
Terrängen runt Kūkīyā är varierad.Runt Kūkīyā är det ganska tätbefolkat, med 185 invånare per kvadratkilometer. Närmaste större samhälle är Bārān Dūz, 6,5 km nordväst om Kūkīyā. Trakten runt Kūkīyā består till största delen av jordbruksmark.